# Fredrik Fällman
Fredrik Fällman (kinesiskt namn 杨富雷 pinyin: Yáng Fùléi), född 1970, är en svensk sinolog. Han är docent i sinologi vid Stockholms universitet. Fällman arbetar främst med kristendomen och dess roll i dagens Kina men också kristendomens historia i Kina. Han har särskilt intresserat sig för kinesiska intellektuella och deras trosuppfattning, och har skrivit en bok om fenomenet "kulturkristna". Han har också intresserat sig för islam i Kina, den s.k. namnskolan och filosofen Gongsun Long men också bilden av Kina i Väst och vice versa. Fällman har under drygt tio år undervisat i modern kinesiska och Kinakunskap vid Stockholms universitet. 2007-2011 var han forskare vid Kungliga Vitterhetsakademien.
2005-2006 var Fällman koordinator för Nordiska Konfuciusinstitutet i Stockholm. 2004-2006 arbetade han också som Asiensekreterare i Svenska Missionskyrkan. Fällman var chefredaktör för tidskriften Orientaliska Studier 2001-2008 och samtidigt ordförande för dess huvudman, Föreningen för orientaliska studier. Fredrik Fällman var 2010-2014 Distinguished Adjunct Researcher vid Renmin University of China i Peking. 2012-2013 var Fällman Senior Research Fellow vid City University of Hong Kong. Sedan augusti 2013 arbetar han på Insititutionen för språk och litteraturer vid Göteborgs universitet.